# Joachim Mittelacher
Joachim Mittelacher (* 15. März 1938 in Wiesbaden; † 9. Oktober 2017 in Berlin) war Posaunist und Professor für Posaune und Blechbläserkammermusik an der Universität der Künste Berlin.

## Leben
In Wiesbaden geboren, studierte Mittelacher von 1958 bis 1961 an der Staatlichen Hochschule für Musik in Frankfurt Posaune bei Wilhelm Lukas und Komposition bei Philipp Mohler und Anton Biersack, später bei Kurt Neumeister, Hannover und Lothar Zinke, Köln. Er war auf Bassposaune und Kontrabassposaune spezialisiert. Erste Tätigkeit  beim Göttinger Symphonie Orchester und dem Kur-Orchester Norderney, danach in Marl bei der Philharmonica Hungarica bis zum Wechsel zu den Bremer Philharmonikern. Es schloss sich ein Engagement bei den Philharmonikern Hamburg an. Neben der Orchestertätigkeit hatte Joachim Mittelacher eine Honorarprofessur an der Hochschule für Musik und darstellende Kunst in Hamburg inne. Er war außerdem 13 Jahre Mitglied des Bayreuther Festspielorchesters unter Pierre Boulez, Georg Solti, Giuseppe Sinopoli und Daniel Barenboim. Joachim Mittelacher beschäftigte sich intensiv mit Blechbläser-Kammermusik beschäftigt und war 1984 Gründungsmitglied des Ensembles German Brass, gemeinsam mit Enrique Crespo. 2007 wurde er emeritiert. Ursprünglich einem Hobby nachgehend, gründete er 1995 einen eigenen Musikverlag und verlegte u. a. Blechbläsernoten. Er leitete den Posaunenchor der Trinitatiskirche Charlottenburg. Am 9. Oktober 2017 verstarb Joachim Mittelacher im Alter von 79 Jahren in Berlin.

## Kompositionen
Mittelacher komponierte schon in seiner Studienzeit vor allem Kirchenmusik, darunter eine Vertonung des 98. Psalms, eine in einem Kompositionswettbewerb ausgezeichnete Fantasie und Fuge für Orgel und eine Kantate Alpha es et Omega. Er komponierte auch freie Musik wie etliche Lieder mit Klavier, eine Klavier-Suite und eine Passacaglia für Bassposaune und Klavier, die an der Universität der Künste Berlin uraufgeführt wurde. Für Posaunenchor verfasste und bearbeitete er zahlreiche Werke, darunter ein Mysterienspiel Die Tür ist immer offen als szenisches Oratorium in 4 Szenen nebst Prolog und Epilog.